# Chynna Phillips
Gilliam Chynna Phillips (ur. 12 lutego 1968 w Los Angeles) – amerykańska piosenkarka folk i pop i aktorka. 

## Biogram
Urodziła się i dorastała w Los Angeles w Kalifornii jako córka Michelle Phillips i Johna Phillipsa, twórcy zespołu The Mamas & the Papas. Jej rodzice spotkali się podczas trasy w Kalifornii ze swoją grupą The Journeymen. Następnie jej ojciec rozwiódł się z pierwszą żoną Susan Adams i 31 grudnia 1962 poślubił 18-letnią wówczas Michelle. 
W latach osiemdziesiątych Chynna Phillips uzależniła się od narkotyków i alkoholu. W 2003 nawróciła się na chrześcijaństwo.
W latach 1989-93 była członkiem grupy Wilson Phillips.
Jej ojciec zmarł 18 marca 2001 na zawał serca w wieku 65 lat.
9 września 1995 wyszła za mąż za aktora Williama Baldwina. Mają troje dzieci: dwie córki - Jamison Leon (ur. 27 lutego 2000) i Brooke Michelle (ur. 6 grudnia 2004) oraz syna Vance'a Alexandra (ur. 23 października 2001).

## Dyskografia
- 1995: Naked and Sacred (wyd. EMI)